# Dombeya kefaensis
Dombeya kefaensis är en malvaväxtart som beskrevs av I. Friis och S. Bidgood. Dombeya kefaensis ingår i släktet Dombeya och familjen malvaväxter. Inga underarter finns listade i Catalogue of Life.